# Кармени, Бруно
Джузеппе Бруно Кармени (итал. Giuseppe Bruno Carmeni; род. 29 декабря 1940, Бейрут) — итальянский дзюдоист, чемпион (1961, 1964), серебряный (1961) и бронзовый (1960, 1963, 1970) призёр чемпионатов Италии, серебряный призёр чемпионата Европы 1963 года в Женеве, участник летних Олимпийских игр 1964 года в Токио. Выступал в лёгкой (до 68 кг), полусредней (до 70 кг) и абсолютной весовых категориях.
На Олимпиаде француз победил представителя Тайваня Чана Вьен Гу, но проиграл французу Гастону Лестерджену и выбыл из борьбы, заняв итоговое 19-е место.